# Spinirta hongyui
Espèce
Spinirta hongyui est une espèce d'araignées aranéomorphes de la famille des Corinnidae.

## Distribution
Cette espèce est endémique du Yunnan en Chine,. Elle se rencontre dans le xian de Weixin.

## Description
Le mâle holotype mesure 14,72 mm et la femelle paratype 17,76 mm.

## Systématique et taxinomie
Cette espèce a été décrite par Wang, Lu et Zhang en 2023.

## Étymologie
Cette espèce est nommée en l'honneur de Hong-yu Chen. 

## Publication originale
- Wang, Irfan, Lu, Zhang & Zhang, 2024 : « Six species of the spider genus Spinirta Jin & Zhang, 2020 from southern China (Araneae: Corinnidae). » European Journal of Taxonomy, vol. 917, p. 74-93 (texte intégral).